# Бахин, Аркадий Викторович
Арка́дий Ви́кторович Бахин (род. 8 мая 1956, Каунас, Литовская ССР, СССР) — российский военачальник. Первый заместитель Министра обороны Российской Федерации (9 ноября 2012 — 17 ноября 2015). Генерал армии (2013).
С 16 февраля 2015 года находится под персональными санкциями ЕС.

## Биография
Аркадий Викторович Бахин родился 8 мая 1956 года в городе Каунасе Литовской ССР, СССР. Отец — военнослужащий.
С 1973 по 1977 год проходил обучение в Московском высшем общевойсковом командном училище имени Верховного Совета РСФСР.
По окончании училища, с 1977 по 1984 год проходил службу на должностях командира взвода, роты и начальник штаба батальона в Южной группе войск и в Киевском военном округе.
С 1984 по 1987 год — слушатель Военной академии имени М. В. Фрунзе.
С 1987 по 1991 год — командир мотострелкового батальона, начальник штаба полка, командир учебного мотострелкового полка Среднеазиатского военного округа.
С 1991 года по 1993 год — командир 59-го мотострелкового полка 85-й мотострелковой Ленинградско-Павловской дивизии Сибирского военного округа. С 1993 года по 1995 год — командир 74-й отдельной гвардейской мотострелковой Звенигородско-Берлинской бригады Сибирского военного округа.
С 1995 года по 1997 год — слушатель Военной академии Генерального штаба Вооружённых сил Российской Федерации.
С 1997 по 2000 год — командир 102-й военной базы Группы российских войск в Закавказье (город Гюмри, Республика Армения). В 2000 году — командир 42-й гвардейской мотострелковой Евпаторийской дивизии (вновь сформированной в населённых пунктах Ханкала, Шали, Калиновская, Итум-Кали, Шатой). С 2000 по 2002 год — начальник штаба Группы российских войск в Закавказье.
С 2002 года по 2004 год — заместитель командующего войсками Северо-Кавказского военного округа. В декабре 2003 года руководил операцией по ликвидации банды Гелаева. С 2004 по 2006 год — командующий 41-й армией.
С 2006 по 2007 год — заместитель командующего войсками Сибирского военного округа. С 2007 по 2008 год — начальник штаба Сибирского военного округа.
С 2008 года по 2010 год — командующий войсками Приволжско-Уральского военного округа. С 22 июля по 28 октября 2010 года временно исполнял обязанности по должности командующего войсками Западного военного округа. 28 октября 2010 года назначен командующим войсками Западного военного округа..
9 ноября 2012 года, после назначения Министром обороны Сергея Шойгу, назначен первым заместителем Министра обороны Российской Федерации. Ему подчинялись Главные управления боевой подготовки ВС России и военной полиции Минобороны России; Службы безопасности полётов авиации ВС России и по надзору за оборотом оружия в ВС России; Управления физической подготовки ВС России и государственного технического надзора ВС России; Военно-оркестровая и Военно-геральдическая службы ВС России.

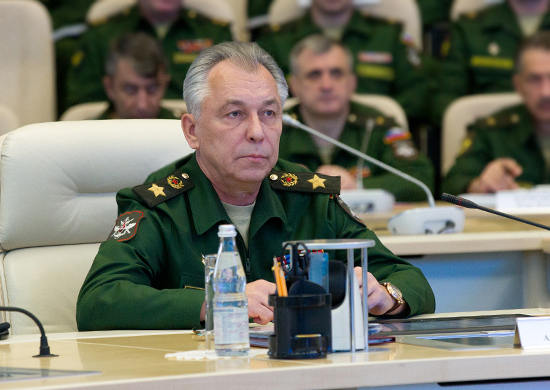
На селекторном совещание с руководством военного ведомства, 31 марта 2014 г.
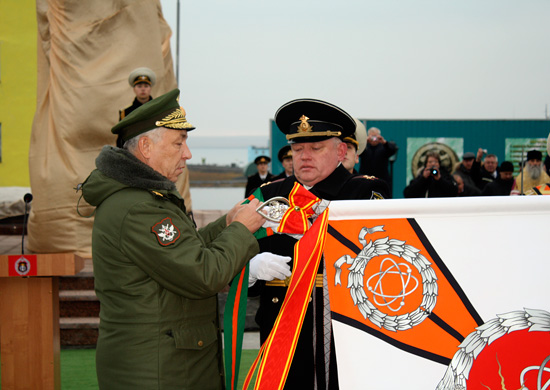
Вручение Ордена Суворова Центральному полигону Российской Федерации, 17 сентября 2014 г.
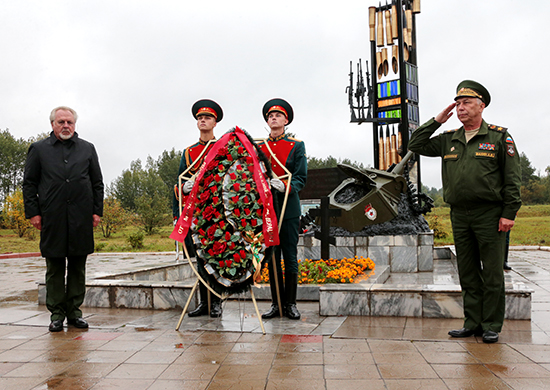
Возложение венков к памятнику танкистам в Кубинке, 6 сентября 2013 г.
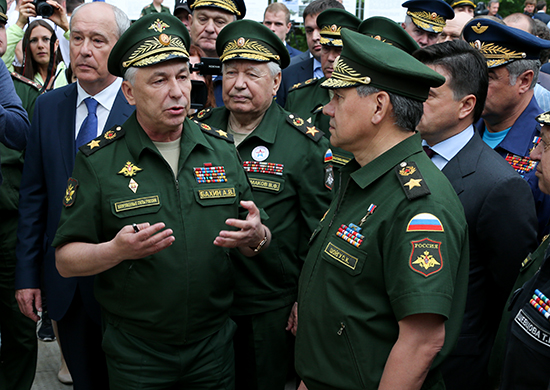
С Министром обороны России Сергеем Шойгу на месте строительства парка «Патриот», 9 июня 2014 г.

20 февраля 2013 года Аркадию Бахину присвоено воинское звание «генерал армии».
17 ноября 2015 года освобождён от должности и уволен с военной службы.
Работает в госкорпорации «Росатом», где курирует производство обычного (неядерного) вооружения.
Женат. Имеет сына (офицер) и дочь.

## Международные санкции
В связи с аннексией Крыма Россией и вооружённым конфликтом на востоке Украины включён в санкционные списки ЕС и Канады в 2014 году.
Эксперты «Bellingcat» относят Аркадия Бахина к числу тех россиян, которые отвечали за транспортировку ЗРК «Бук» на территорию Донбасса, неконтролируемую Украиной, и за пуск ракеты, которая сбила самолёт Боинг MH17 17 июля 2014 года.

## Награды
- Орден «За заслуги перед Отечеством» IV степени (2005)
- Орден Мужества
- Орден «За военные заслуги»
- Медали Российской Федерации
- Медали СССР
- Иностранные медали
- Благодарность Президента Российской Федерации (29 декабря 2003) — за активное участие в становлении государственно-правовых институтов в Чеченской Республике